# Apatèmids
Els apatèmids (Apatemyidae) són una família extinta de mamífers insectívors. Visqueren entre el Paleocè i principis de l'Oligocè a Nord-amèrica i Europa. Són l'única família del clade dels apatoteris (Apatotheria), que es classifica en el si dels cimolests (amb categoria d'ordre o subordre, segons si els mateixos cimolests es tracten com un mirordre o un ordre).
Els apatèmids es caracteritzaven per les seves dents incisives llargues i els seus dits llargs amb urpes. Aquestes característiques també es donen en dos mamífers actuals: l'ai-ai de Madagascar i el pòssum ratllat comú, de Nova Guinea. Ambdues espècies utilitzen els dits i les dents incisives llargues per treure larves d'insecte de sota de l'escorça dels arbres. Els apatèmids probablement tenien el mateix estil de vida.
Basant-se en anàlisis cladístiques, Silcox et al. han suggerit que els apatoteris, que inclouen els apatèmids, podrien ser un ordre basal d'euarcontoglirs.